# Pandektystyka
Pandektystyka – nurt w niemieckiej nauce prawa XIX wieku, skupiający się na analizie recypowanego w Niemczech prawa rzymskiego.
Samo słowo pandektystyka wywodzi się z nazwy jednej z części Kodeksu Justyniana, tj. pandektów (średniowieczne łacińskie pandecta z greckiego pandektes – wszechogarniający). Pandekta były zbiorem fragmentów pism prawników rzymskich.

## Przedstawiciele
Do głównych przedstawicieli pandektystyki zaliczali się: Oskar Bülow, Heinrich Dernburg, Christian Friedrich von Glück, Georg Arnold Heise, Georg Friedrich Puchta, Karl Adolph von Vangerow oraz Bernhard Windscheid. Najbardziej znani byli Puchta i Windscheid. Puchta był drugim po Savignym najważniejszym przedstawicielem szkoły historycznej. Zaś trzytomowy podręcznik Windscheida "Lehrbuch des Pandektenrechts" na tych terenach niemieckich, gdzie obowiązywało prawo rzymskie, miał jednocześnie walor ustawy, komentarza i zbioru orzecznictwa. Podręczniki z pandektystyki przygotowywali również Carl Ludwig Arndts von Arnesberg; Alois von Brinz (autor koncepcji osoby prawnej jako majątku celowego); Johann Adam von Seuffert; Karl Georg von Wächter; a nawet słynny oponent Savigny`ego i zwolennik kodyfikacji prawa – Anton Friedrich Justus Thibaut. Pierwsze dzieła poświęcone "Pandektom" pisali przedstawiciele szkoły historycznej prawa, a ściślej – jej romanistycznego odłamu.

## Metoda pandektystyczna
Jak podała Katarzyna Sójka-Zielińska, pandektyści opracowali najszerszy ze spotykanych w ówczesnej cywilistyce katalog abstrakcyjnych pojęć prawnych, które według nich miały niejako samodzielny byt, a w drodze odpowiedniej operacji logicznej miały służyć rozstrzyganiu wszystkich przypadków szczegółowych. Jak stwierdził Witold Wołodkiewicz, klasycy szkoły pandektów oderwali prawo rzymskie od jego historycznych źródeł, tworząc na podstawie źródeł prawa rzymskiego zamknięty system prawny nadający się do stosowania w warunkach współczesnych.
Tym sposobem normy prawne były odrywane od pozaprawnych systemów norm, społeczno-gospodarczych uwarunkowań oraz otoczenia politycznego, czy kulturowego. Nie bez znaczenia było funkcjonowanie ówczesnych intelektualistów w rozbitych politycznie Niemczech. Możliwość podróżowania między poszczególnymi państwami, prowadzenia badań naukowych i nauczania na uniwersytetach, ułatwiało kształtowanie się klimatu intelektualnego oderwanego od państwowości danego niemieckiego kraju. Pandektyści postawili sobie za zadanie dostosowanie prawa rzymskiego do potrzeb współczesności i idei liberalnych. Korzystali też z doktryny prawa natury, mimo iż w zasadzie reprezentowali nurt pozytywizmu prawniczego. Pod pojęciem "prawa pandektowego", a ściślej "rzymskiego prawa pandektowego" rozumie się więc prawo rzymskie w zaktualizowanej i zmodernizowanej postaci dzięki niemieckiej nauce prawa.
Odwołując się do dorobku prawa rzymskiego rozbudowano wiele pojęć i instytucji prawnych ważnych dla rozwoju kapitalizmu, jak swoboda umów, wolny najem usług (z którego potem powstała umowa o pracę), dział spadku. Miały one również wydźwięk antyfeudalny, indywidualistyczny i racjonalistyczny. Stworzono też nowe terminy specyficzne dla gospodarki kapitalistycznej, dotyczące spółek kapitałowych, obrotu papierami wartościowymi, operacji kredytowych.
Pandektyści stosowali metodę formalno-dogmatyczną, tworząc konstrukcje prawne o bardzo abstrakcyjnym charakterze, które można było stosować niezależnie od konkretnego przypadku. Kładziono nacisk na wysoką precyzję pojęciową. Dążono też do ograniczania swobody sędziowskiej, ponieważ to normy prawa miały określać sposób postępowania stron. Stąd pojawiła się nazwa tej techniki prawnej niemieckiej cywilistyki, tj. jurysprudencji pojęć (Begriffsjurisprudenz). Z pandektystyki wywodzi się podział prawa cywilnego na część ogólną, prawo rzeczowe, prawo zobowiązań, prawo rodzinne i prawo spadkowe. Owocem pandektystyki był niemiecki kodeks cywilny, Bürgerliches Gesetzbuch z 1896 roku. Paradoksalnie uchwalenie jednolitego dla całych Niemiec kodeksu zamknęło okres pandektystyki, a prawo rzymskie stopniowo stało się domeną historyków prawa niemieckiego.

## Publikacje pandektystów
- Karl Ludwig Arndts von Arnesberg, Lehrbuch der Pandekten, 1861.
- Eduard Böcking, Pandekten: Grundriß eines Lehrbuches, 1861.
- Aloys von Brinz, Lehrbuch der Pandekten, 1857.
- Christian Friedrich Glück, Hermeneutisch-systematische Erürterung der Lehre, 1822.
- Arn Heise, Grundriss eines Systems des gemeinen Civilrechts, 1819.
- Friedrich Ludwig von Keller, Pandekten, 1866.
- Christian Friedrich Mühlenbruch, Lehrbuch des Pandekten-Rechts, 1844.
- Georg Friedrich Puchta, Pandekten, 1853.
- Johann Adam Seuffert, Praktisches Pandektenrecht, 1852.
- Anton Friedrich Justus Thibaut, System des Pandekten-rechts, 1846.
- Karl Adolph von Vangerow, Lehrbuch der Pandekten, 1869.
- Carl Georg von Wächter, Gemeines Recht Deutschlands, 1844.
- Bernhard Windscheid, Lehrbuch des Pandektenrechts, 1870.